# Gruppi tattici dell'UE
Il gruppo tattico dell'UE, in lingua inglese EU Battlegroup (EUBG), è un'unità militare degli eserciti dei paesi dell'Unione europea, che aderisce alla politica di sicurezza e di difesa comune dell'UE, da utilizzare come forza di reazione rapida. Inizialmente ne furono previsti tredici.

## Struttura
Il gruppo tattico è basato sui contributi della coalizione degli Stati membri dell'UE. Ogni Battlegroup è costituito da una forza di dimensioni equivalenti a un battaglione, indicato da una nazione, rinforzata con elementi di supporto al combattimento di altre nazioni, per un totale di circa 1.500 soldati. I gruppi ruotano attivamente, in genere semestralmente, in modo che due siano sempre pronti per il distaccamento. Le forze sono sotto il controllo diretto del Consiglio dell'Unione europea.
Ciascun battlegroup deve essere in grado di essere impiegato entro 10 giorni dalla mobilitazione.

## Storia
Nel 2004, il segretario generale delle Nazioni Unite Kofi Annan accolse con favore i piani e sottolineò il valore e l'importanza dei gruppi tattici nell'aiutare le Nazioni Unite ad affrontare i problemi.
I primi tredici gruppi tattici sono stati proposti il 22 novembre 2004 e il 1º gennaio 2005 i Battlegroups hanno avviato una capacità operativa iniziale.
I gruppi tattici sono pienamente operativi dal 1º gennaio 2007, ma non sono ancora stati impiegati in un teatro di operazioni. Da alcuni considerati come l'embrione di un esercito europeo, in realtà il loro utilizzo è stato limitato per problemi di autorizzazioni parlamentari nazionali; infatti le truppe e l'equipaggiamento provengono dagli Stati membri dell'UE, e ogni gruppo tattico è gestito da una "nazione guida".
Il primo a entrare in servizio fu nel 2007 il Battlegroup 107 composto da 800 soldati tedeschi, 720 olandesi e 200 finlandesi. L'Italia ha più volte indicato la SILF della Forza anfibia italo-spagnola, e in ultimo reparti della brigata alpina "Julia", che insieme a militari sloveni e ungheresi costituiscono la Multinational Land Force.
Il 22 giugno 2017 i leader dell'UE hanno deciso di utilizzare Athena, il meccanismo che gestisce il finanziamento dei costi comuni delle operazioni militari dell'UE, nell'ambito della politica di sicurezza e di difesa comune (PSDC), per sostenere lo schieramento dei gruppi tattici.
Nel settembre 2021 il presidente della Commissione europea Ursula von der Leyen aveva presentato un progetto per ampliare questa forza di reazione rapida dell'UE a 6.000 unità, integrando anche reparti aerei e della Marina, con un quartier generale stabile a Bruxelles.
In occasione della riunione del Consiglio per gli Affari esteri del 20 maggio 2025, i Gruppi tattici sono stati portati a 5.000 effettivi.

### Multinational battlegroup
Il 23 marzo 2022 sono stati inizialmente previsti quattro nuovi gruppi tattici, denominati Multinational Battle Group (MNBG), da schierare in Bulgaria, Ungheria, Romania e Slovacchia, a causa del conflitto in Ucraina. Otto battlegroups, operativi da ottobre 2022, costituiscono il personale del fianco orientale della NATO in Estonia, Lettonia, Lituania, Polonia, Slovacchia, Ungheria, Romania e Bulgaria.
L'Italia dall'ottobre 2022 guida il Battle group in Bulgaria, con la missione "Enhanced Vigilance Activity".